# Назавизівська сільська рада
Назавизівська сільська рада — орган місцевого самоврядування у Надвірнянському районі Івано-Франківської області з адміністративним центром у с. Назавизів.

## Загальні відомості
Водоймища на території, підпорядкованій даній раді: річка Бистриця.

## Населені пункти
Сільській раді підпорядковані населені пункти:
- с. Назавизів — населення 1 805 ос.; площа 62,460 км²
- с. Мирне — населення 898 ос.; площа 24,600 км²

## Склад ради
Рада складається з 14 депутатів та голови.

### Керівний склад ради
- Мацелик Василь Арсентійович-голова сільської ради з 12.11.2015 року.
- Андрійович Олександра Василівна- секретар сільської ради з 12.11.2015 року.